# Jesse Downs
Jesse Louis Downs (* 12. August 1977) ist ein US-amerikanischer Biathlet.
Jesse Downs Erfolge erreichte er vor allem bei Rennen auf dem nordamerikanischen Kontinent, weniger bei Rennen in Europa. Dort trat der Sportler des Superiorland SKI Club einzig für mehrere Rennen des Biathlon-Europacups 2002/03 an und erreichte vor allem mit einem vierten Platz bei einem Sprintrennen in Ridnaun einen sehr guten Platz. Er ließ so bekannte Läufer wie Hans Martin Gjedrem, Alexander Os oder Christian De Lorenzi, aber auch seine später weitaus erfolgreicheren Teamkameraden Jeremy Teela und Lowell Bailey hinter sich. In Nordamerika gewann er 2007/08 und 2008/09 die Gesamtwertungen der Biathlon-NorAm-Cup-Rennserie, des Unterbaus des Biathlon-Weltcups in Nordamerika. Allein in den beiden Saisonen erreichte er 16 Podiumsplatzierungen, drei Rennen, alle in der zweiten Saison, gewann er. Bei den US-amerikanischen Meisterschaften im Biathlon 2009 in Fort Kent gewann Downs hinter Bill Bowler Silber im Sprint, wurde Dritter der Verfolgung und verpasste als Viertplatzierter eine dritte Medaille im Massenstart.
Neben Biathlon betreibt Downs auch Skilanglauf, vor allem zwischen 1998 und 2004 startete er bei einigen nationalen wie internationalen Rennen. Im Dezember 1999 gewann er in Biwabik ein 10-Kilometer-Freistil-Rennen des Continental Cups.